# 劉繼欽
刘继钦（10世纪？—973年），中國五代十國时北汉宗室，世祖刘旻之孙，睿宗刘承钧的侄子，生父不详。
刘继钦官至大内都点检。刘承钧让他主管禁军，辅佐养子刘继恩、刘继元兄弟。刘继元在968年即位后，迫害刘旻的嫡亲子孙，刘继钦称病交出兵权。刘继元把他贬居交城，不久派人杀害了刘继钦。